# カバノキ属
カバノキ属（カバノキぞく、学名：Betula）は、カバノキ科の1属。カバ・カンバ（樺）、カバノキ（樺の木）などと総称する。属名の Betula（ベトゥラ）の語源は、瀝青（天然アスファルトやタール、ピッチ）を意味する英語の butumen（ビチューメン）の語源と同じで、オウシュウシラカバの肥厚した樹皮を煮るとタールを抽出することができることからきている。

## 概要
木材としてはしばしばカバザクラ（樺桜）、あるいは単にサクラ（桜）とも呼ぶ。樺細工が実際には桜皮を用い、水平方向の皮目を生じる共通点があり古くからサクラとカバの混同が見られることや、サクラの方がイメージが良いのと、カバがバカに聞こえるから、カバザクラと材木商が言い出したのが始まりとされる。カバザクラと言う名称は、木材商の悪しき習慣とされている。
世界に約40種、日本に約10種がある（分類によって数は一定しない）。落葉広葉樹で、北半球の亜寒帯から温帯にかけて広く分布する。高原の木として知られるシラカバや亜高山帯のダケカンバが代表的である。
いわゆるパイオニア樹種の一つであり、日本の寒冷地ではササが密生する無立木地の表土を除去する地ごしらえをするとカバノキが優占することが多い。葉は黄色く紅葉する。

## 用途
木目の美しさでは桜や楢に劣るが、比較的安価であるので家具やフローリング材に、楢や桜の代用品として使用される。廉価な商品に使われることが多い。濃い目に塗装してウオルナットやチークの代用品としてもよく使用される。
ドラムのシェル材としても使われ、おもに中級グレードの機種に採用されることが多い。ただ、傷つきやすいという欠点がある。

## 種
下記に主な種を記載する。
- Betula alleghaniensis (Syn. B. lutea) キハダカンバ（アメリカミネハリ） - 北米東部に分布。
- Betula alnoides
- Betula apoiensis アポイカンバ - 日本に分布。
- Betula austrosinensis - 中国南部?。
- Betula chichibuensis チチブミネハリ - 日本に分布。
- Betula chinensis トウカンバ - 中国に分布。
- Betula cordifolia - 北米に分布。
- Betula corylifolia ネコシデ - 日本に分布。
- Betula costata チョウセンミネバリ - 日本に分布。
- Betula davurica ヤエガワカンバ - 日本に分布。
  - Betula davurica var. okuboi ヒダカヤエガワ
- Betula ermanii ダケカンバ - 日本、北東アジアに分布。
  - Betula ermanii f. corticosa アツハダカンバ
  - Betula ermanii var. saitoana チャボダケカンバ
  - Betula ermanii var. subcordata アカカンバ
- Betula exilis (Syn. Betula nana) ヒメカンバ - 北米・ユーラシアの極地に分布。
- Betula fruticosa コウアンヒメオノオレ
- Betula globispica ジゾウカンバ - 日本に分布。
- Betula glandulosa - 北米アラスカからニューファンドランド、グリーンランド、山岳地帯ではカリフォルニア北部まで分布。
- Betula grossa ミズメ（アズサ） - 日本特産。
- Betula lenta アメリカミズメ - 北米東部に分布[7]。
  - Betula lenta f. uber
- Betula maximowicziana ウダイカンバ - 日本に分布。
- Betula medwediewii - コーカサスに分布。
- Betula michauxii - ニューファンドランドに分布。
- Betula middendorffii ポロナイカンバ
- Betula neoalaskana - アラスカからカナダにかけて分布。
- Betula nigra - 米国東部・東南部（ニューハンプシャーからテキサス・フロリダまで）に分布。
- Betula occidentalis (Syn. B. fontinalis) - 北米西部、アラスカからカナダ、米国本土ニューメキシコに分布。
- Betula ovalifolia ヤチカンバ - 日本に分布。
- Betula papyrifera アメリカシラカンバ - 北米北部アラスカ-ニューファンドランド、南端はペンシルベニアとワシントン州に分布。
- Betula pendula オウシュウシラカンバ（別名: シダレカンバ）- ヨーロッパに分布。日本のシラカバに近縁。
- Betula platyphylla (Syn. Betula pendula var. platyphylla) シラカンバ（白樺、シラカバ） - 日本とアジア北東部に分布。
  - Betula platyphylla var. platyphylla コウアンシラカンバ
  - Betula platyphylla var. japonica シラカンバ - 日本に分布。
    - Betula platyphylla var. japonica f. laciniata キレハシラカンバ

  - Betula platyphylla var. kamtschatica エゾノシラカンバ - 日本に分布。
  - Betula platyphylla var. mandshurica カラフトシラカンバ - 日本に分布。
- Betula populifolia ハイイロカンバ[7] - カナダと米国北東部に分布。
- Betula pubescens ヨーロッパダケカンバ（別名: ヨーロッパシラカンバ[7]）- ヨーロッパ北部・アジア北部・アイスランドに分布。
  - Betula pubescens ssp. tortuosa
- Betula pumila - 北米に分布。
- Betula schmidtii オノオレカンバ - 日本に分布。
  - Betula schmidtii f. angustifolia ホソバオノオレ
- Betula szechuanica (Syn. Betula pendula var. szechuanica) シセンシラカンバ
- Betula utilis ヒマラヤカンバ - 中国南部やヒマラヤに分布。ヒマラヤ地方では樹皮から紙などを作る[7]。
  - Betula utilis ssp. albosinensis (Syn. Betula albosinensis) ベニカンバ - 中国中西部に分布[7]。
  - Betula utilis ssp. jacquemontii (Syn. Betula jacquemontii) - ヒマラヤに分布。日本産のシラカバは冷涼な地域において成長したものでなければ白い樹皮にはならないがこれは暖地であっても幼苗の時点で白い樹皮を持ち、住宅用庭木として用いられる[8]。

### 雑種
- Betula x avaczensis オクエゾシラカンバ